# Лёгкая атлетика на летних Олимпийских играх 1912 — марафон

Официальное видео

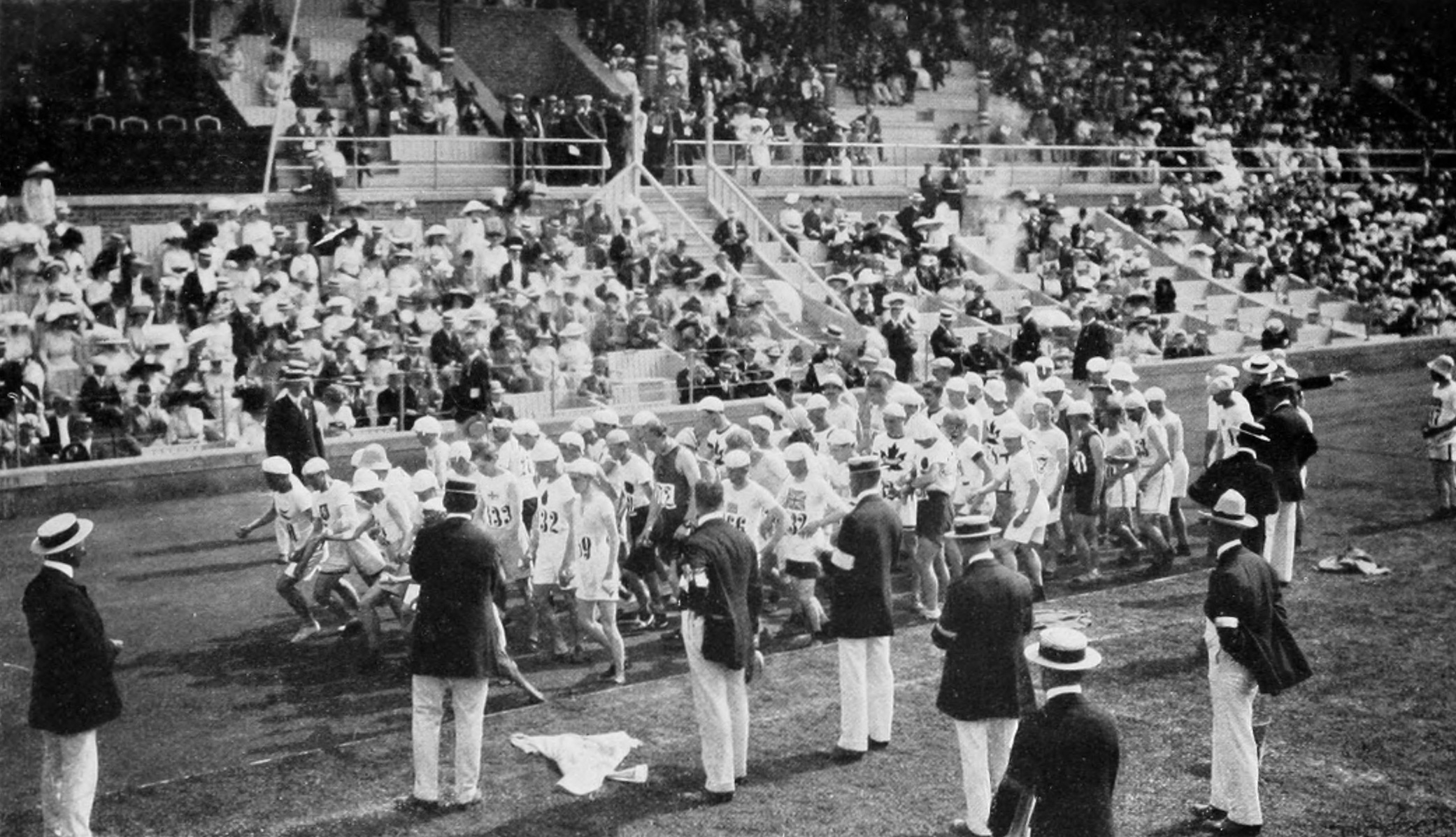
Старт марафона

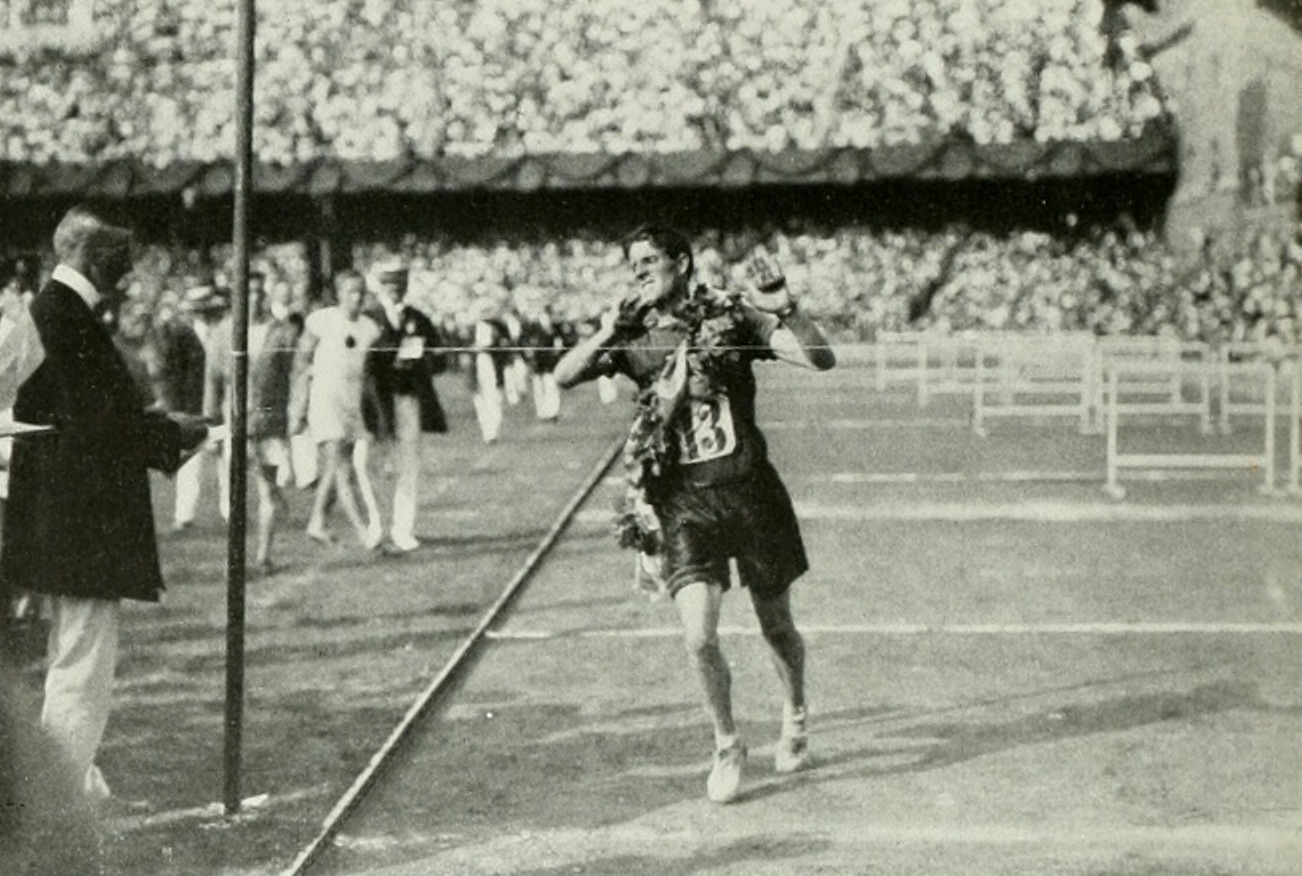
Победитель Кеннет Макартур пересекает финишную линию

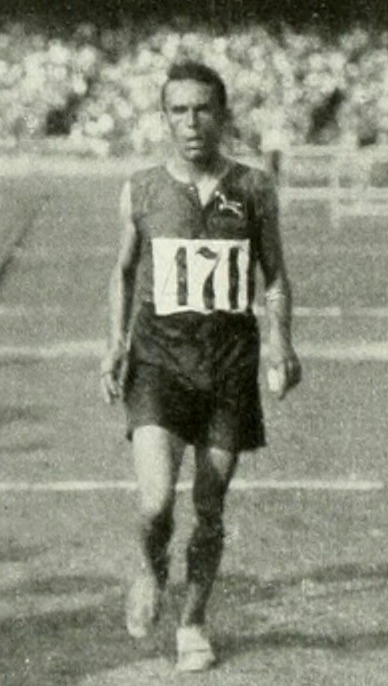
Серебряный призёр Кристофер Гитшем

Марафон на Олимпийских играх 1912 года состоялся 14 июля. Впервые в истории олимпийских марафонов старт и финиш находился на Олимпийском стадионе. Трасса марафона проходила на север в сторону коммуны Соллентуна, где бегуны добегали до главной церкви и бежали обратно. Во время забега температура воздуха в тени достигала 32 °C, что нехарактерно для Стокгольма. Из 68 вышедших на старт спортсменов финишировать сумели только 34. Ещё целый ряд легкоатлетов отказался от старта из-за жары.
Длина дистанции была немного короче нынешней и составляла 40 200 метров. Несмотря на, что дистанция была на 2 км короче, результат победителя был признан олимпийским рекордом (прежнее достижение было установлено в 1908 году в Лондоне и равнялось 2 часа 55 мин и 18,4 сек).

## Несчастный случай
21-летний португальский бегун Франсишку Лазару, который трижды побеждал на марафоне у себя на родине, потерял сознание во время забега в районе отметки 30 км и был доставлен в местную больницу. На следующий день он скончался. Причиной было признано сильнейшее обезвоживание организма с учётом жаркой погоды во время забега. Позднее стало известно, что португалец натёр тело воском для того, чтобы избежать ожогов, и из-за этого было нарушено нормальное потоотделение, что привело к электролитическому дисбалансу. Лазару стал первым в истории спортсменом, погибшим во время олимпийских соревнований. Современный португальский писатель Жозе Луиш Пейшоту написал рассказ «Кладбище фортепиано» (порт. Cemitério de Pianos), основанный на истории Лазару.

## Удивительная история Сидзо Канакури
Сидзо Канакури наиболее известен своим исчезновением во время марафонского забега на Олимпиаде 1912 в Стокгольме. Дорога в Стокгольм была непростой и заняла 18 дней — сначала на корабле, а потом на поезде через всю Транссибирскую магистраль — и ему нужно было 5 дней, чтобы восстановиться перед забегом. Забег проходил в коммуне Соллентуна, в Швеции, при неожиданной на тот момент 25-градусной жаре, и более половины бегунов страдали от перегревания. Канакури, ослабленный долгой дорогой из Японии и испытывавший проблемы с местной пищей, потерял сознание на полпути, и ему помогла семья фермеров. Смущённый своим «поражением», он тихо вернулся в Японию, не известив организаторов марафона. На протяжении следующих 50 лет в Швеции он считался пропавшим без вести, пока в 1967 году шведские журналисты не обнаружили, что он всё это время жил в Японии и участвовал в нескольких подряд олимпийских марафонах. В 1967 с ним связалось шведское телевидение и предложило ему закончить забег. Он согласился и завершил марафон. Результат был занесён в книгу рекордов Гиннеса, как самый долгий забег: 54 года, 8 месяцев, 6 дней, 5 часов, 32 минуты и 20,3 секунды. После финиша Сидзо Канакури заявил: «Это было длинное путешествие. В пути я женился, у меня родилось шестеро детей и 10 внуков».

## Результаты
| Место | Атлет                  | НОК            | Время     |
| ----- | ---------------------- | -------------- | --------- |
| 1     | Кеннет Макартур        | ЮАР            | 2:36.54,8 |
| 2     | Кристофер Гитшем       | ЮАР            | 2:37.52,0 |
| 3     | Гастон Стробино        | США            | 2:38.42,4 |
| 4     | Эндрю Сокалексис       | США            | 2:42.07,9 |
| 5     | Джимми Даффи           | Канада         | 2:42.18,8 |
| 6     | Зигфрид Якобссон       | Швеция         | 2:43.24,9 |
| 7     | Джон Галлагер          | США            | 2:44.19,4 |
| 8     | Джозеф Эркслебен       | США            | 2:45.47,2 |
| 9     | Ричард Пигготт         | США            | 2:46.40,7 |
| 10    | Джо Форшоу             | США            | 2:49.49,4 |
| 11    | Эд Фабр                | Канада         | 2:50.36,2 |
| 12    | Кларенс Демар          | США            | 2:50.46,6 |
| 13    | Жан Буссьер            | Франция        | 2:51.06,6 |
| 14    | Харри Грин             | Великобритания | 2:52.11,4 |
| 15    | Уильям Форсайт         | Канада         | 2:52.23,0 |
| 16    | Льюис Теванима         | США            | 2:52.41,4 |
| 17    | Гарри Смит             | США            | 2:52.53,8 |
| 18    | Томас Лилли            | США            | 2:59.35,4 |
| 19    | Артур Таунсенд         | Великобритания | 3:00.05,0 |
| 20    | Феликс Квитон          | Австрия        | 3:00.48,0 |
| 21    | Фред Лорд              | Великобритания | 3:01.39,2 |
| 22    | Якоб Вестберг          | Швеция         | 3:02.05,2 |
| 23    | Аксель Симонсен        | Норвегия       | 3:04.59,4 |
| 24    | Карл Андерссон         | Швеция         | 3:06.13,0 |
| 25    | Эдгар Ллойд            | Великобритания | 3:09.25,0 |
| 26    | Ираклис Сакелларопулос | Греция         | 3:11.37,0 |
| 27    | Ялмар Дальберг         | Швеция         | 3:13.32,2 |
| 28    | Ивар Лундберг          | Швеция         | 3:16.35,2 |
| 29    | Йоханнес Кристенсен    | Дания          | 3:21.57,4 |
| 30    | Улаф Лодаль            | Дания          | 3:21.57,6 |
| 31    | Эдён Карпати           | Венгрия        | 3:25.21,6 |
| 32    | Калле Нильссон         | Швеция         | 3:26.56,4 |
| 33    | Эммерих Рат            | Австрия        | 3:27.03,8 |
| 34    | Отто Осен              | Норвегия       | 3:36.35,2 |
| -     | Сидзо Канакури         | Япония         | DNF       |
| -     | Стюарт Поултер         | Австралазия    | DNF       |
| -     | Карл Хак               | Австрия        | DNF       |
| -     | Борис Хонзатко         | Богемия        | DNF       |
| -     | Франтишек Славик       | Богемия        | DNF       |
| -     | Владимир Пенч          | Богемия        | DNF       |
| -     | Джеймс Коркери         | Канада         | DNF       |
| -     | Арне Каллберг          | Финляндия      | DNF       |
| -     | Тату Колехмайнен       | Финляндия      | DNF       |
| -     | Луи Пате               | Франция        | DNF       |
| -     | Гарри Барретт          | Великобритания | DNF       |
| -     | Джеймс Бил             | Великобритания | DNF       |
| -     | Септимус Франком       | Великобритания | DNF       |
| -     | Тим Келлавей           | Великобритания | DNF       |
| -     | Хенрик Рипза,Мл.       | Венгрия        | DNF       |
| -     | Карло Сперони          | Италия         | DNF       |
| -     | Франческо Руджеро      | Италия         | DNF       |
| -     | Оскар Фонбек           | Норвегия       | DNF       |
| -     | Франсишку Лазару       | Португалия     | DNF       |
| -     | Артур Сент Норман      | ЮАР            | DNF       |
| -     | Александр Упмаль       | Россия         | DNF       |
| -     | Андрей Капмаль         | Россия         | DNF       |
| -     | Андрей Круклин         | Россия         | DNF       |
| -     | Элмар Рейман           | Россия         | DNF       |
| -     | Николай Рассо          | Россия         | DNF       |
| -     | Драгутин Томашевич     | Сербия         | DNF       |
| -     | Алексис Альгрен        | Швеция         | DNF       |
| -     | Дэвид Гутман           | Швеция         | DNF       |
| -     | Густав Торнрос         | Швеция         | DNF       |
| -     | Айван Лонберг          | Швеция         | DNF       |
| -     | Тур Бергвалл           | Швеция         | DNF       |
| -     | Уильям Грюнер          | Швеция         | DNF       |
| -     | Джон Рейнольдс         | США            | DNF       |
| -     | Майкл Райан            | США            | DNF       |